# Parafia bł. Bolesławy Lament w Białymstoku
Parafia pw. bł. Bolesławy Lament w Białymstoku – parafia rzymskokatolicka należąca do dekanatu Białystok-Starosielce, archidiecezji białostockiej, metropolii białostockiej.

## Historia parafii
Parafię erygował abp Wojciech Ziemba 29 czerwca 2001 r. Wydzielono ją (Osiedle Młodych i Marczuk) z parafii św. Rocha.

## Kościół parafialny
Budowa świątyni według projektu inż. arch. Arkadiusza Koca i Iwony Toczydłowskiej została rozpoczęta w 2005 r.
18 maja 2008 r. abp Edward Ozorowski wmurował kamień węgielny w nowo powstającej świątyni.

## Obszar parafii
W granicach parafii znajdują się ulice Białegostoku:
- Asnyka,
- Choroszczańska,
- Dąbrowskiej,
- Gałczyńskiego,
- Gruntowa,
- Hetmańska,
- Al. Jana Pawła II (nieparzyste do 47),
- Kobryńska,
- Kolejowa,
- Konduktorska,
- Kossak-Szczuckiej,
- Kruczkowskiego,
- Marczukowska,
- Nałkowskiej,
- Płaska,
- Popiełuszki (nieparzyste do 27, parzyste do 24),
- Promienna,
- Prowiantowa,
- Reymonta,
- Al. Solidarności (nieparzyste),
- Spokojna,
- Ślusarska,
- Zwycięstwa.